# Miquel Crusafont i Pairó

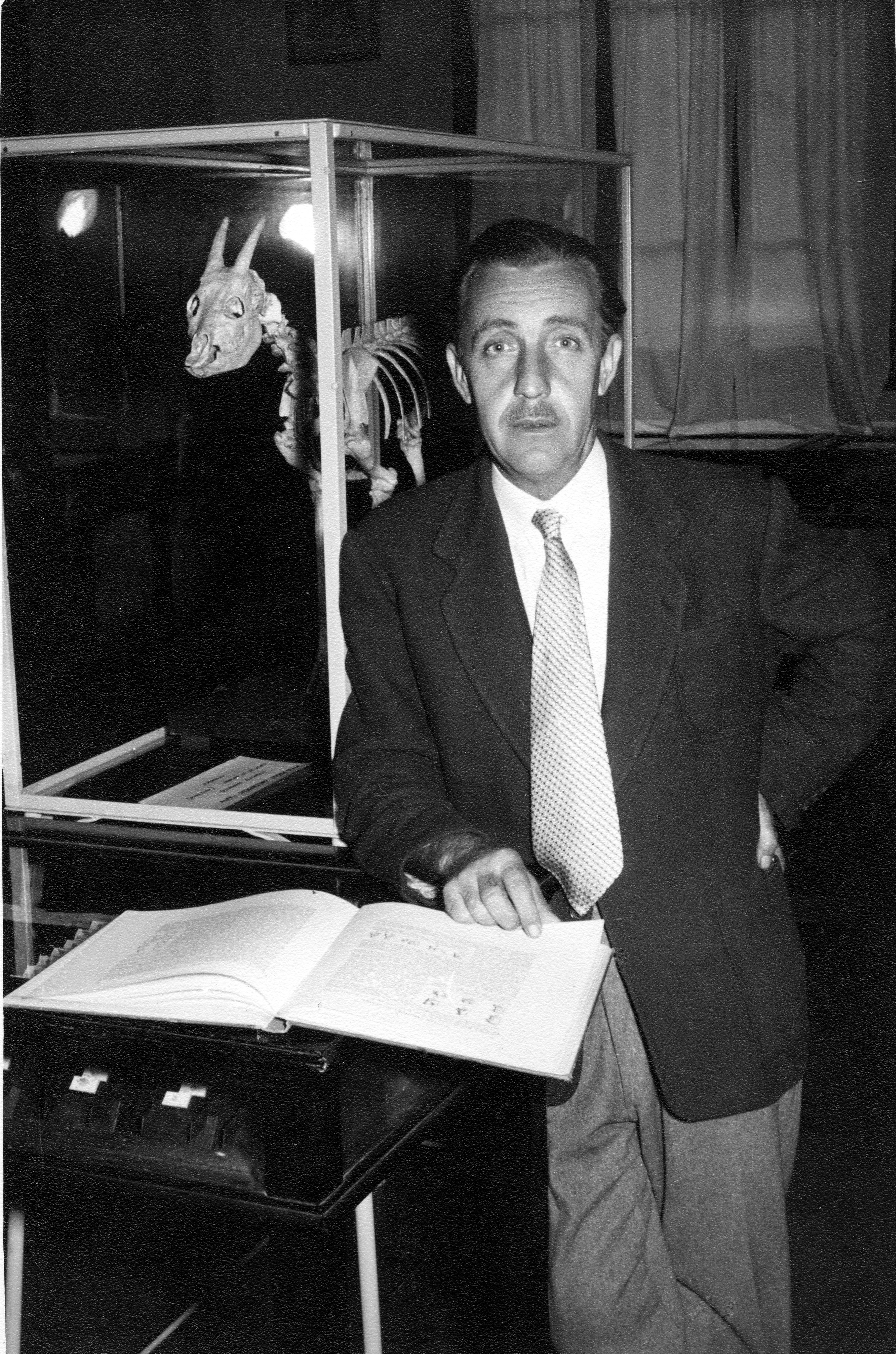
Miquel Crusafont i Pairó

Miquel Crusafont i Pairó (* 3. Oktober 1910 in Sabadell, Spanien; † 15. August 1983 ebenda) war ein katalanischer Paläontologe, der auf die Knochen von Säugetieren spezialisiert war.
Crusafont erlangte 1933 das Lizentiat der Pharmazie an der Universität Barcelona und 1950 das Lizenziat der Naturwissenschaften an der Universität Madrid.
1961 wurde er einstimmig auf den Lehrstuhl Paläontologie der Universität Oviedo berufen. Später übernahm er den Posten des Professors der Anthropologie an der Societatis Iesu (Barcelona).
Zu seinen Hauptarbeiten gehören Los Vertebrados del Mioceno Continental de la cuenca del Vallés-Penedés (1943, mit Josep Fernández de Villalta), El Mioceno Continental del Vallès y sus yacimientos de vertebrados (1948, mit Josep Fernández de Villalta), El Burdigaliense continental de la cuenca del Vallès-Penedès (1955, mit Josep Fernández de Villalta und Jaume Truyols), Estudios Masterométricos en la evolución de los Fisípedos (1957, mit Jaume Truyols) und La Evolución (1966, mit Bermudo Meléndez und Emiliano Aguirre).
1969 gründete er das Provinzinstitut für Paläontologie, das seit 1983 unter dem Namen Miquel-Crusafont-Institut für Paläontologie bekannt ist. Die Aufgaben dieses Institutes wurden 2006 auf die Nachfolgeorganisation Institut Català de Paleontologia Miquel Crusafont übertragen.
Das prähistorische Säugetier Crusafontia ist nach ihm benannt.

## Belege
1. ↑  Miquel Crusafont i Pairó, paleontólogo. El País, 8. August 1983, abgerufen am 18. März 2014 (spanisch).
2. ↑  Jaime Truyols: Miguel Crusafont Pairó. Universität Granada, abgerufen am 18. März 2014 (spanisch).
3. ↑  Crusafontia amoae: Un nuevo mamífero fósil del Cretácico Inferior de Galve. Aragosaurus, 8. Juli 2011, abgerufen am 18. März 2014 (spanisch).

| Personendaten    | Personendaten              |
| ---------------- | -------------------------- |
| NAME             | Crusafont i Pairó, Miquel  |
| ALTERNATIVNAMEN  | Crusafont-Pairó, Miguel    |
| KURZBESCHREIBUNG | katalanischer Paläontologe |
| GEBURTSDATUM     | 3. Oktober 1910            |
| GEBURTSORT       | Sabadell, Spanien          |
| STERBEDATUM      | 15. August 1983            |
| STERBEORT        | Sabadell, Spanien          |